# Jagged Alliance: Kampf um Metavira
Jagged Alliance (deutscher Alternativtitel Jagged Alliance: Kampf um Metavira) ist ein Taktik-Rollenspiel, welches von Madlab Software entwickelt und 1995 von Sir-Tech für MS-DOS veröffentlicht wurde. Es stellt den ersten Teil der Jagged-Alliance-Spieleserie dar.
2008 erschien eine Wiederveröffentlichung bei GOG.com mit einer vorkonfigurierten DOSBox. Eine Version für Nintendo DS wurde 2009 veröffentlicht. 2014 erschien eine Gold-Edition, die auch den Nachfolger Jagged Alliance: Deadly Games enthielt, die von bitComposer Games veröffentlicht wurde und ebenfalls durch Emulation moderne Plattformen wie Microsoft Windows, macOS und Linux ansteuern könnte.

## Handlung
Schauplatz ist die fiktive Insel Metavira, auf der einst Kernwaffentests stattfanden. Die Bäume der Umgebung gaben daraufhin einen Saft ab, der heilende Wirkung besitzt. Wissenschaftler Jack Richards und seine Tochter Brenda möchten den Saft untersuchen und möglichst viel davon ernten, bis sich ihr Assistent Lucas Santino einmischt und mit Hilfe von Söldnern die ganze Insel erobert.

## Spielprinzip
Der Spieler soll die Sektoren der Insel zurückerobern. Zur Finanzierung wird der Baumsaft verwendet. Die eigenen Söldner können im Sinne eines Computer-Rollenspieles Gegenstände in ihr Inventar aufnehmen und Erfahrungspunkte sammeln.

## Entwicklung
Das Spiel wurde von dem Hobby-Programmierer Ian Currie, der zu dem Zeitpunkt bei Canadian National Railway arbeitete, bei zahlreichen Publishern eingeschickt und abgelehnt. Bei Sir-Tech kursierte das Spiel innerhalb der Belegschaft und wurde letztendlich übernommen auch wenn die eingesandte Demo-Version zunächst als ungeeignet bewertet wurde. Inspiration waren die Titel Eye of the Beholder und Command H.Q. deren Grundideen Currie aufgriff und weiterentwickelte. Shaun Lyng übernahm als enger Vertrauter von Currie die Rolle des Autors für die Hintergrundgeschichte. Die Grafiken wurden von Mohanned Mansour erstellt, der zu dem Zeitpunkt noch Student war. Gegen Ende der Entwicklung wurde zusätzlich Programmierer Alex Meduna angestellt. Um das Kampfgeschehen übersichtlich zu halten und dem Spieler mehr Kontrolle zu ermöglichen, wurde das KI-gestützte Echtzeitkampfsystem in ein rundenbasiertes Strategiespiel umgewandelt. Den Söldnern wurden dabei eigene Persönlichkeitsroutinen gegeben, so dass diese etwa im Kampf auch die Nerven verlieren können. Zudem verhalten diese sich trotz Bezahlung nicht immer unbedingt loyal.

## Rezeption
Das Spiel wurde von Power Play mit UFO: Enemy Unknown verglichen. Der kleine Wirtschaftsaspekt des Spiels sei motivierend. Das Ausprobieren der Gegenstände erinnere an Adventurespiele. Sound insbesondere die Sprachausgabe steche hervor. Die Grafik sei schnörkellos und zweckmäßig. Die Kombination aus rundenbasierter Taktik, längerfristiger Strategie und Rollenspielelementen sei für Jörg Langer von PC Player ein motivierendes Gesamtkonstrukt, das jedoch eine gewisse Einarbeitungszeit benötige und Einsteiger überfordere. Petra Maueröder von PC Games betonte den fordernden Schwierigkeitsgrad und das fesselnde Spielprinzip.
Die Portierung auf Nintendo DS litt laut M! Games an Problemen mit der Steuerung, zu stark komprimiertem Sound und reduzierter Grafik.